# 1880
- Wikisource

| Calendário gregoriano                                                        | 1880 MDCCCLXXX                       |
| Ab urbe condita                                                              | 2633                                 |
| Calendário arménio                                                           | 1329 – 1330                          |
| Calendário bahá'í                                                            | 36 – 37                              |
| Calendário budista                                                           | 2424                                 |
| Calendário chinês                                                            | 4576 – 4577 Início a 10 de fevereiro |
| Calendário copta                                                             | 1596 – 1597                          |
| Calendário etíope                                                            | 1872 – 1873                          |
| Calendários hindus - Vikram Samvat - Calendário nacional indiano - Cáli Iuga | 1935 – 1936 1801 – 1802 4980 – 4981  |
| Calendário Holoceno                                                          | 11880                                |
| Calendário islâmico                                                          | 1297 – 1298                          |
| Calendário judaico                                                           | 5640 – 5641                          |
| Calendário persa                                                             | 1258 – 1259 Início a 20 de março     |
| Calendário rúnico                                                            | 2130                                 |
| Calendário solar tailandês                                                   | 2423                                 |

1880 (MDCCCLXXX, na numeração romana)  foi um ano bissexto do século XIX do actual Calendário Gregoriano, da Era de Cristo, e as suas letras dominicais foram D e C (53 semanas), teve  início a uma quinta-feira e terminou a uma sexta-feira.
| Ano completo                           |
| -------------------------------------- |
| Ano bissexto com início à quinta-feira |

## Eventos

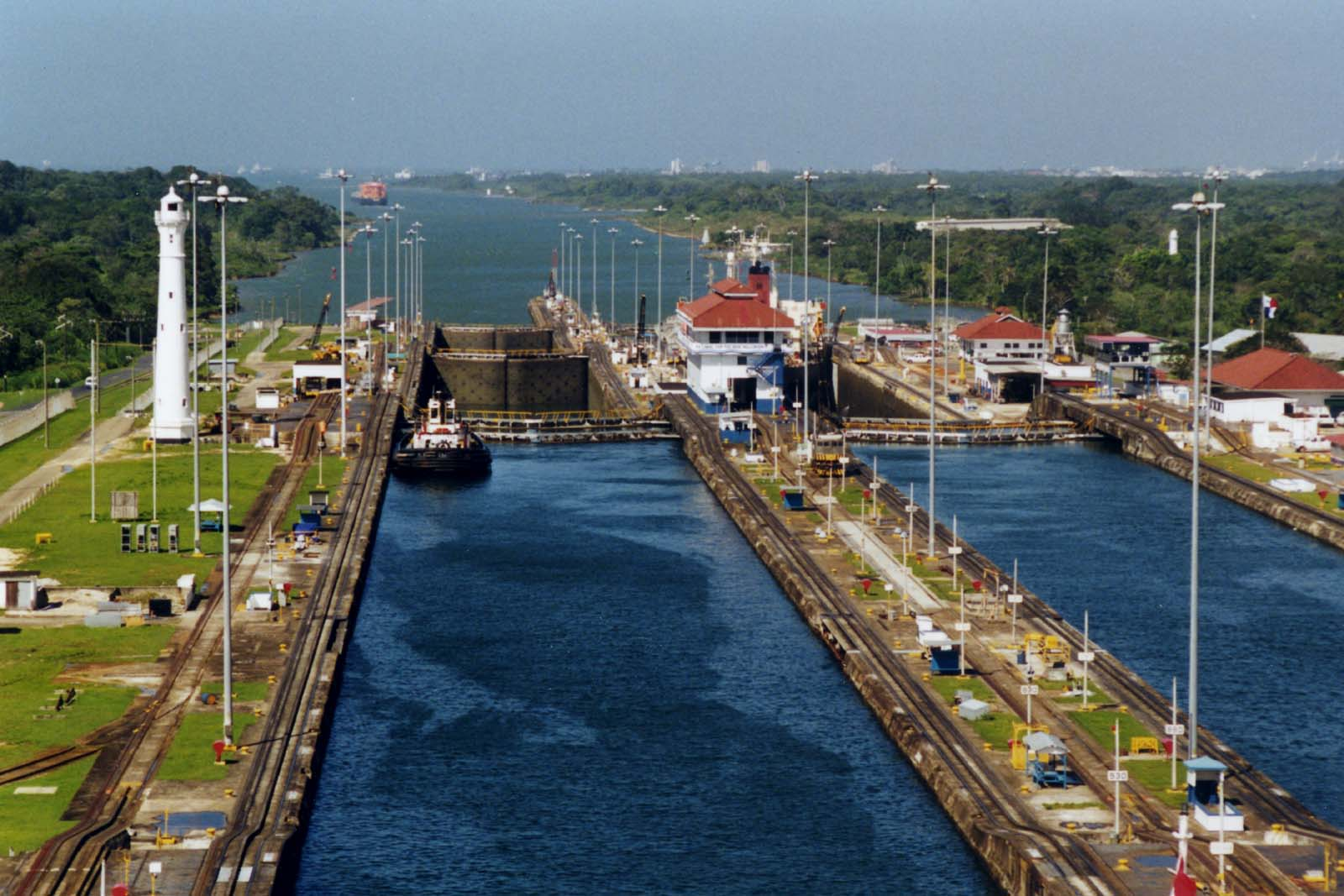
1 de Janeiro: Início da construção do Canal do Panamá por Ferdinand de Lesseps.

- Thomas Edison inventou a Lâmpada incandescente.
- Galissard de Marignac descobre o elemento químico Gadolínio.
- Rodin esculpe O pensador
- Werner von Siemens constrói o primeiro elevador elétrico.[1]
- O movimento republicano ganhou força: foram fundados centenas de clubes e dezenas de jornais republicanos por todo o país.
- Terramoto na ilha de São Miguel, Açores.
- Estabelecimento da Fábrica de Tabacos União em Ponta Delgada, ilha de São Miguel.
- Fundação do jornal A República Federal em Ponta Delgada, ilha de São Miguel.
- O missionário Maxwell Wrigth (Baptista) chega a Ponta Delgada, ilha de São Miguel.
- É fundado o Império do Divino Espírito Santo do Raminho, freguesia do Raminho, concelho de Angra do Heroísmo.
- É fundado o Orfeon Académico de Coimbra.
- 1 de janeiro - Início da construção do Canal do Panamá por Ferdinand de Lesseps.

## Nascimentos
- 10 de janeiro - Manuel Azaña Díaz, presidente da Segunda República de Espanha de 1936 a 1939 (m. 1940).
- 18 de Janeiro - Paul Ehrenfest, físico e matemático austríaco (m. 1933).
- 26 de Janeiro - Douglas MacArthur,  comandante militar norte-americano (m. 1964).
- 28 de Janeiro - W. C. Fields, humorista norte-americano; (m. 1946)
- 19 de Fevereiro - Álvaro Obregón, presidente do México de 1920 a 1924 (m. 1928).
- 28 de Fevereiro - Maria Olívia da Silva, mulher mais idosa do Brasil (m. 2010)
- 29 de Fevereiro - Afonso de Dornelas, escritor, arqueólogo e heraldista português (m. 1944).
- 5 de Março - José Antônio Flores da Cunha, político brasileiro (m. 1959)
- 5 de Março - Sergei Natanovich Bernstein, matemático ucraniano (m. 1968)
- 15 de Março - José da Costa Nunes, cardeal português (m. 1976)
- 14 de Maio - B. C. Forbes, jornalista financeiro (m. 1954).
- 10 de Junho - André Derain, pintor fauvista francês. (m. 1954)
- 27 de junho - Helen Keller, escritora, ativista dos direitos humanos e porta-voz dos direitos das pessoas com deficiência. (m. 1968).
- 23 de Julho - Antonio Rocco, pintor ítalo-brasileiro (m. 1944)
- 25 de Julho - Giuseppe Moscati, santo (m.1927)
- 24 de Agosto - Herbert J. Yates, executivo norte-americano da área cinematográfica. (m. 1966).
- 1 de outubro - Nasce em Torres Vedras, Júlio Vieira do Nascimento, "homem multifacetado - jornalista, político, dirigente associativo e sindical, industrial, comerciante, publicista e historiador" (m. 1930)[2].
- 18 de Outubro - Vladimir Ze'ev Jabotinsky, filósofo e escritor sionista de origem ucraniana (m. 1940).
- 21 de Novembro — Joseph Trumpeldor, militar russo e ativista sionista (m. 1920).
- 26 de Dezembro - Georges Elton Mayo, sociólogo austrliano (m. 1949).

## Chefes de Estado
- Inicio do 3º reinado de Jigme Namgyal, Desi Druk do Reino do Butão, reinou até 1881.
- Chogyal Zangpo, Desi Druk do Reino do Butão.

## Por tema
- 1880 no Brasil
- 1880 na ciência
- 1880 no desporto
- 1880 na literatura
- 1880 na música
- 1880 no teatro